# Marcel-Ernest Bidault
Marcel-Ernest Bidault (* 11. Mai 1938 in Bois-Guillaume) ist ein ehemaliger französischer Radrennfahrer und Weltmeister im Radsport.

## Sportliche Laufbahn
Bidault startete als Amateur für den Verein AC Sotteville. Mit seinem Verein wurde er 1961 und 1962 französischer Meister im Mannschaftszeitfahren. 1963 gelang ihm der größte Erfolg seiner Laufbahn, als er mit Michel Bechet, Georges Chappe und Dominique Motte im belgischen Ronse Weltmeister im Mannschaftszeitfahren wurde. Im folgenden Jahr wurde er mit dem französischen Team auf Platz 6 klassiert. Bei den Olympischen Sommerspielen 1964 in Tokio wurde er mit der französischen Mannschaft Sechster im Mannschaftszeitfahren. 1965 beendete er seine Laufbahn.